# Oba Otudeko
Oba Otudeko, nommé CEO africain de l’année 2016, est président de Honeywell Group, présent dans l’agroalimentaire, la construction et l’énergie.